# 秘魯塔豪麗魚
秘魯塔豪麗魚，為輻鰭魚綱鱸形目隆頭魚亞目慈鯛科的其中一種，分布於南美洲秘魯Aguaytía河流域，體長可達12公分，棲息在河川底層水域，生活習性不明。